# Klaus Kahnt
Klaus Kahnt (* 9. Februar 1934 in Leipzig; † 30. Dezember 2015) war ein deutscher Konteradmiral der Volksmarine und letzter Kommandeur der Offiziershochschule der Volksmarine „Karl Liebknecht“ in Stralsund.

## Leben
Kahnt, Sohn eines Friseurs, erlernte nach Abschluss der Schule von 1949 bis 1953 den Beruf eines Autoschlossers. Am 10. Januar 1953 trat er in die bewaffneten Organe der DDR, die Volkspolizei See, ein. Von 1953 bis 1955 studierte er an der Seeoffizierslehranstalt in Stralsund. 1955 wurde er Mitglied der SED und diente von 1955 bis 1956 als Offizier einer Abteilung für operative Planung in der Verwaltung der Volkspolizei See. Von 1956 bis 1958 arbeitete er im Kommando der Seestreitkräfte der NVA im Bereich operativ-taktische Vorbereitung und die folgenden zwei Jahre in der 4. Flottille. Von 1959 bis 1961 studierte er an der Offiziersschule der Volksmarine „Karl Liebknecht“ in Stralsund und fand nach deren Abschluss eine Verwendung als Stabschef in der 4. Grenzbootabteilung der 6. Grenzbrigade Küste. Von 1963 bis 1964 übernahm er das Kommando dieser Schiffsabteilung. Nach dem Studium an der Militärakademie „Friedrich Engels“ von 1964 bis 1968 setzte er bis 1969 seine Arbeit als Chef der 4. Grenzbootabteilung fort und wurde dann bis 1971 als Erster Stellvertreter des Kommandeurs der 6. Grenzbrigade Küste eingesetzt. Von 1971 bis 1972 kommandierte Kahnt die 4. Sicherungsbrigade der 4. Flottille und diente im Folgenden bis 1976 als Stabschef und stellvertretender Kommandeur der 4. Flottille der Volksmarine. Von 1976 bis 1980 übernahm er das Kommando über die 4. Flottille und wurde während dieser Zeit, am 7. Oktober 1979, dem 30. Jahrestag der Staatsgründung der DDR, zum Konteradmiral ernannt. Von 1980 bis 1984 war er Stellvertreter Chef des Stabschefs für organisatorische Fragen im Kommando der Volksmarine. Der Diplom-Militärwissenschaftler Kahnt war von 1984 bis zu seiner Entlassung in den Ruhestand am 30. September 1990 Kommandeur der Offiziershochschule der Volksmarine „Karl Liebknecht“ in Stralsund.
Kahnt starb im Alter von 81 Jahren.

## Auszeichnungen
- 1989 Vaterländischer Verdienstorden in Bronze[3]
- Kampforden „Für Verdienste um Volk und Vaterland“ in Silber